# Tiso golovatchi
Tiso golovatchi Tanasevič, 2006 è un ragno appartenente alla famiglia Linyphiidae.

## Etimologia
Il nome proprio della specie è in onore del miriapodologo russo Sergei Golovatch

## Distribuzione
La specie è stata rinvenuta in Russia; 210 km a nordest di Chegdomyn, nel Distretto di Verkhnebureinskij (Territorio di Chabarovsk)

## Tassonomia
Al 2013 non sono note sottospecie e dal 2006 non sono stati esaminati nuovi esemplari.